# Battaglia dello stretto di Danimarca
La battaglia dello stretto di Danimarca fu lo scontro navale avvenuto il 24 maggio 1941, durante la seconda guerra mondiale, tra le due unità della Kriegsmarine, Bismarck e Prinz Eugen, e le quattro unità della Royal Navy, HMS Prince of Wales, HMS Hood, HMS Norfolk e HMS Suffolk, conclusosi con l'affondamento dell'HMS Hood.

## La posizione del Regno Unito e l'intento della Germania
Il Regno Unito dipendeva dalla sua marina mercantile per l'approvvigionamento di cibo e di altre materie essenziali per il proprio sostentamento e gli scambi commerciali avvenivano con gli Stati Uniti e con i possedimenti coloniali che l'Impero britannico controllava nelle varie parti del mondo. Durante il primo conflitto mondiale erano stati compiuti grandi sforzi per proteggere questo collegamento vitale in quanto la Germania aveva considerato che, se tale collegamento fosse stato interrotto, il Regno Unito sarebbe stato quasi sicuramente sconfitto.
Allo scoppio della seconda guerra mondiale, Hitler riprese tale considerazione ed, analogamente a quanto accaduto nel conflitto 1914-1918, furono disposte operazioni navali di superficie e sottomarine, con il duplice intento di evitare la minaccia di un blocco britannico del mar Baltico e di tentare di realizzare il blocco alla Gran Bretagna, la quale, dopo l'inizio delle ostilità, iniziò a ricevere aiuti dagli Stati Uniti secondo il piano previsto dal programma Lend-Lease, o legge affitti e prestiti, che il presidente Franklin Delano Roosevelt dispose con i paesi Alleati nel marzo 1941.
Tale intento fu alla base delle motivazioni che spinsero il Führer a pianificare l'operazione Weserübung, ossia l'attacco alla Danimarca ed alla Norvegia, avvenuta nella primavera del 1940, la quale, oltre a neutralizzare la possibilità di un blocco britannico, garantì alla Germania l'accesso ai porti dei due paesi scandinavi, minacciando da nord la Gran Bretagna, e garantendosi un aumento delle materie prime necessarie al proseguimento della guerra.

## La situazione nel maggio 1941

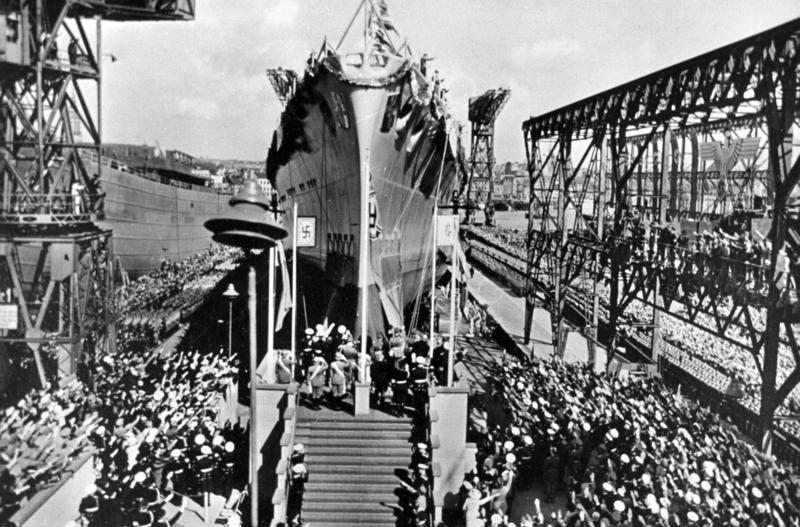
Il varo dell'incrociatore pesante tedesco Prinz Eugen nel 1938

Nel maggio 1941, la flotta delle navi di superficie a disposizione della Kriegsmarine, da utilizzare per la caccia ai convogli nell'Oceano Atlantico era composta dagli incrociatori da battaglia Scharnhorst e Gneisenau, recentemente rientrate alla base dopo la crociera denominata operazione Berlin, e dall'incrociatore pesante Admiral Hipper, tutti in quel momento di base a Brest, nella Francia occupata; accanto a queste navi altre due unità furono rese disponibili: la corazzata Bismarck e l'incrociatore pesante Prinz Eugen, pronte a salpare dalla Germania.
Per affrontare questa nuova minaccia i britannici avevano disponibili alla base di Scapa Flow, le nuove corazzate HMS King George V, talvolta indicata come 'KGV', e HMS Prince of Wales, 'PoW', assieme all'incrociatore da battaglia HMS Hood; mentre a Gibilterra, ad Halifax ed in navigazione si trovavano le corazzate, HMS Renown, HMS Repulse, HMS Revenge, HMS Rodney e HMS Ramillies e le portaerei HMS Ark Royal e HMS Victorious.
Questa considerevole forza era integrata da incrociatori, cacciatorpediniere e formazioni di ricognizione aerea a protezione della flotta da guerra e di quella mercantile che, in quel periodo, stava approntando ben 11 convogli, compreso un trasporto truppe, ed il dispositivo di sorveglianza venne completato dando ordine ai due incrociatori HMS Manchester ed HMS Birmingham di pattugliare il tratto di mare tra l'Islanda e le Isole Fær Øer, sulla possibile rotta alternativa a quella dello stretto di Danimarca normalmente seguita dalle unità di superficie tedesche.

## L'operazione Rheinübung

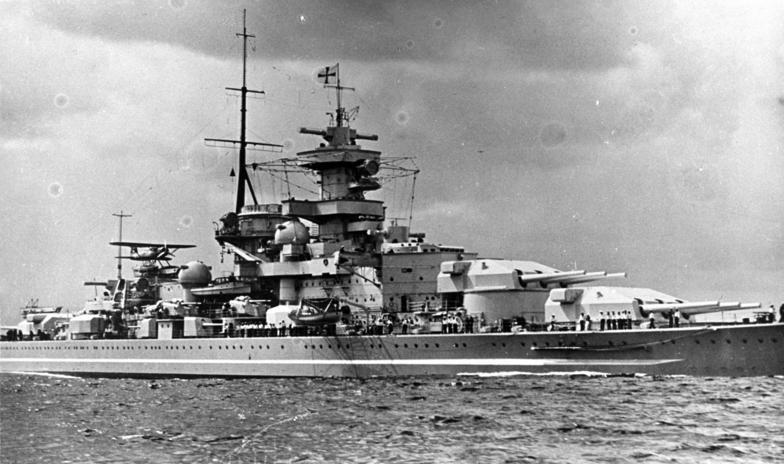
L'incrociatore da battaglia tedesco Gneisenau, gravemente danneggiato in un bombardamento aereo da parte della RAF il 6 aprile 1941

Nell'aprile del 1941 le perdite subite dagli inglesi, ad opera dell'azione combinata tra le navi di superficie ed i sommergibili tedeschi, ammontavano a circa 700000 tonnellate di naviglio e, sull'onda di questo notevole successo, l'ammiraglio Erich Raeder pianificò l'operazione Rheinübung, ossia un attacco "a tenaglia", effettuato dalla flotta d'alto mare, con una duplice azione: da sud avrebbero attaccato i due incrociatori da battaglia Scharnhorst e Gneisenau, con il compito di dirigersi dapprima lungo la costa francese e successivamente verso nord, dove si sarebbero congiunti con la Bismarck ed il Prinz Eugen provenienti dalla Germania e che sarebbero penetrate nell'Atlantico passando attraverso lo stretto di Danimarca; in appoggio alle quattro grandi unità avrebbero dovuto essere presenti 7 petroliere e 2 navi ausiliarie, con l'incarico di assistere le navi da guerra durante la navigazione, mentre i sommergibili presenti nella zona d'azione avrebbero avuto compiti di ricognizione.

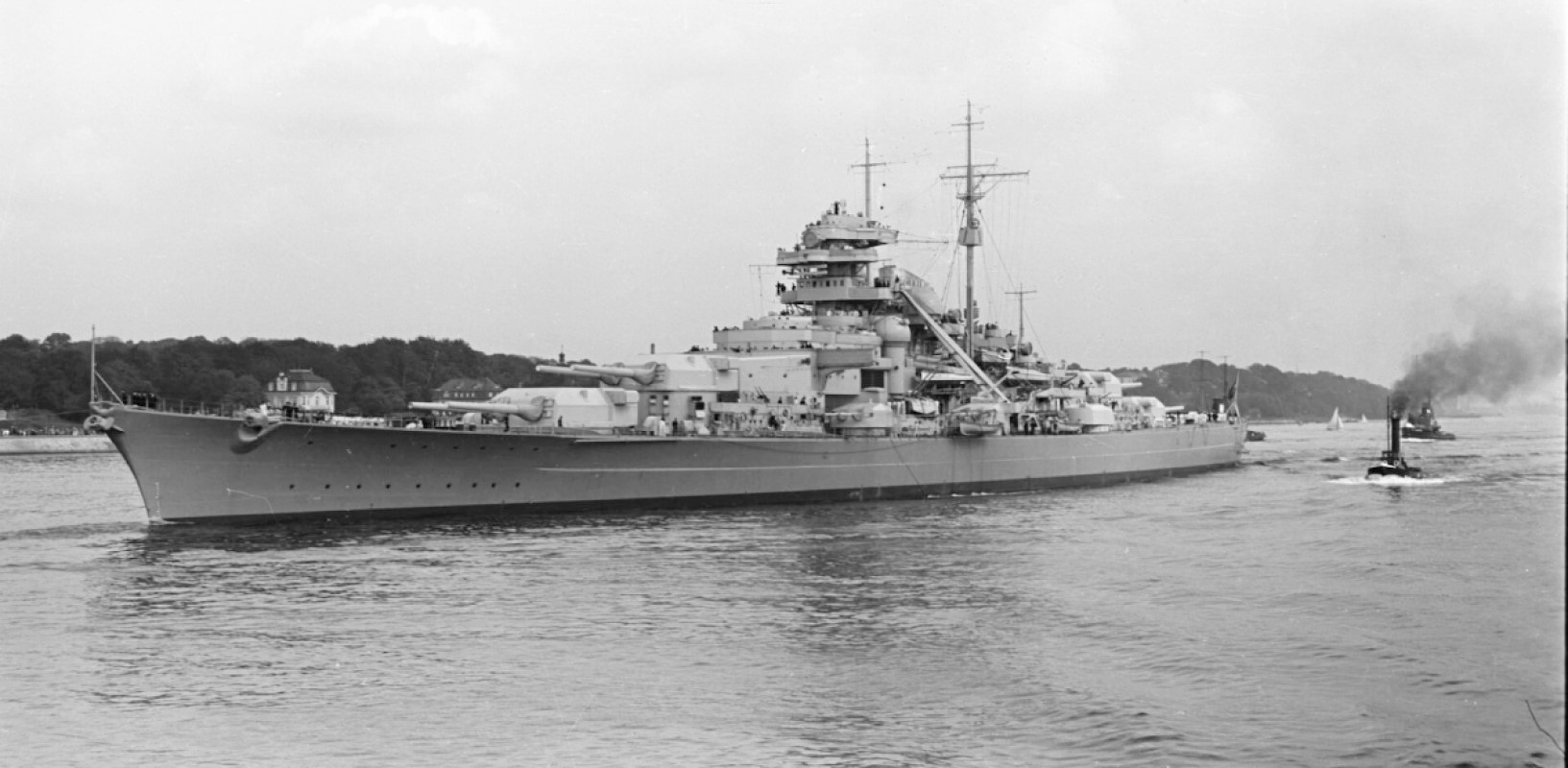
La corazzata tedesca Bismarck

L'operazione tuttavia non ebbe l'attuazione prevista dall'ammiragliato tedesco poiché sia la Scharnhorst che la Gneisenau non furono in condizioni di prendere il mare nei tempi previsti dal piano: la prima doveva essere sottoposta a lavori di riparazione che si sarebbero protratti fino a giugno mentre la seconda fu gravemente danneggiata la notte del 6 aprile in un bombardamento: tre bombe colpirono una delle torri prodiere, causando gravi danni alla nave e provocando 24 morti, rendendo la nave inutilizzabile per un periodo minimo di otto mesi.
A seguito dell'indisponibilità dell'intera squadra che doveva costituire il braccio meridionale della tenaglia, l'ammiraglio Günther Lütjens, comandante della squadra proveniente da nord, si incontrò con l'ammiraglio Raeder per discutere la possibilità di annullare o di posticipare l'operazione, considerando che anche la nuova corazzata Tirpitz sarebbe stata pronta a prendere il mare alla metà di luglio, ma Raeder dispose comunque l'esecuzione del piano, modificando il ruolo della Bismarck, che avrebbe dovuto fungere da esca per attirare le navi da guerra inglesi lontano dai convogli che sarebbero stati attaccati dall'indisturbato Prinz Eugen. I dubbi di Lütjens sulla sproporzione delle forze che avrebbero dovuto affrontarsi durante l'operazione furono indirettamente condivisi da Hitler, recatosi il 5 maggio in visita a Gotenhafen, dove si trovavano alla fonda le due navi da guerra, ma questi venne tranquillizzato sulla base della superiorità che la Bismarck in quel momento possedeva rispetto a tutte le navi da guerra britanniche.

## La partenza

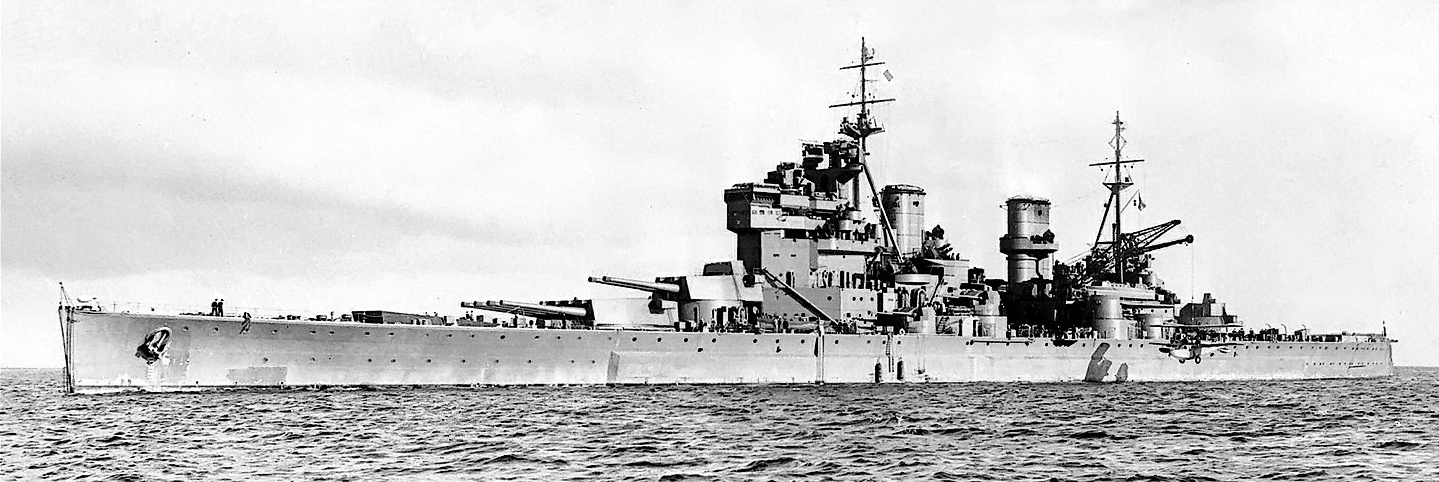
La corazzata inglese HMS Prince of Wales

Il 18 maggio 1941 la Bismarck, comandata dal capitano di vascello Ernst Lindemann, e su cui si trovava il comandante di squadra, l'ammiraglio Günther Lütjens, ed il Prinz Eugen, comandato dal capitano di vascello Helmut Brinkmann, presero il mare separatamente dal porto di Gotenhafen con rotta nord, passando attraverso il Kattegat, il tratto di mare tra la penisola dello Jutland e la Svezia, e, dopo essersi incontrate nei pressi di Arkona il 20 maggio, si diressero verso le acque norvegesi, con l'intenzione di sostare nel porto di Bergen. La partenza delle due unità tedesche fu tuttavia presto scoperta dall'ammiragliato britannico che, informato già da due settimane della probabile uscita delle due navi, aveva intensificato la sorveglianza aerea ed il 21 maggio, l'incrociatore svedese Gotland le avvistò durante l'attraversamento del Kattegat: la notizia fu immediatamente trasmessa all'addetto militare britannico a Stoccolma da due agenti del servizio segreto svedese e fu confermata dalla resistenza norvegese, che avvistò le due unità mentre si avvicinavano alla costa, ed, il pomeriggio dello stesso giorno, uno Spitfire inglese riuscì a fotografare la Bismarck mentre entrava nel fiordo di Bergen.

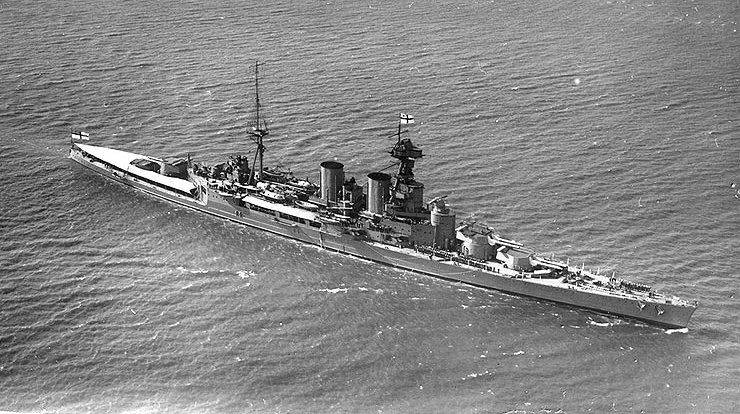
L'incrociatore da battaglia inglese HMS Hood

Prevedendo una probabile sortita nell'Atlantico l'ammiraglio John Tovey diede ordine alla squadra composta dall'incrociatore da battaglia Hood, comandato dal capitano di vascello Ralph Kerr, e su cui si trovava il comandante di squadra, il contrammiraglio Lancelot Holland, e dalla corazzata Prince of Wales, comandata dal capitano di vascello John Leach, scortate da 4 cacciatorpediniere, di fare rotta verso lo Stretto di Danimarca, abituale rotta delle navi di superficie tedesche, dove in quel momento si trovava già una squadra composta dai due incrociatori HMS Norfolk, comandato dal capitano di vascello A.J.L. Phillips, e HMS Suffolk, comandato dal capitano di vascello Robert Meyric Ellis, e su cui si trovava il comandante di squadra, il contrammiraglio Frederic Wake-Walker; i due incrociatori inglesi avevano già ricevuto informazioni da parte della ricognizione aerea, che il 22 maggio aveva riferito della partenza da Bergen delle due unità tedesche, e, la sera del 23 maggio, le avvistarono nelle vicinanze della costa della Groenlandia, mentre si accingevano ad entrare nel Canale di Danimarca.
L'avvistamento della Bismarck e del Prinz Eugen indusse l'ammiraglio John Tovey, comandante in Capo della Home Fleet, a salpare, alle 22:45 del 22 maggio, da Scapa Flow a bordo della nave ammiraglia King George V, al comando di una squadra composta dalla portaerei Illustrious e dall'incrociatore da battaglia Repulse, questi ultimi sollevati dall'incarico di scorta al convoglio WS-8B, per contribuire ad intercettare la squadra tedesca.

## Lo scontro

### 23 maggio: l'avvistamento

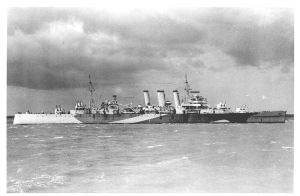
L'incrociatore inglese HMS Norfolk, nave ammiraglia del contrammiraglio Wake-Walker, fu la seconda unità dopo l'HMS Suffolk ad avvistare la squadra tedesca la sera del 23 maggio 1941

Il 23 maggio le forze inglesi provenienti da Scapa Flow erano in attesa a sud est dell'imboccatura del canale ma le pessime condizioni atmosferiche resero impossibili ogni forma di avvistamento, tanto che la maggior parte degli aerei incaricati della ricognizione furono fatti rientrare a causa della fitta nebbia che limitava la visibilità a circa 400 metri; dell'identico problema soffrivano tanto la squadra tedesca quanto i due incrociatori inglesi che si trovavano a nord est dell'Islanda ma alle 19:22 una vedetta del Suffolk avvistò la formazione tedesca a circa 7 miglia di distanza e la nave diede l’allarme via radio. Il Norfolk, che si trovava più verso l’Islanda, accorse e, alle 20:31, si trovò pericolosamente vicino (circa 11 km) ai cannoni della Bismarck, stavolta pronti all’azione; fu fatto bersaglio di 5 salve di cui 3 a cavallo, con schegge a bordo, prima di poter trovare riparo nella nebbia. Gli incrociatori inglesi si misero allora a inseguire i Tedeschi, ma a mantenere il contatto fu il solo Suffolk (dotato di un radar migliore) mentre il Norfolk si limitò, per tutta la notte, a coprire un’eventuale deviazione verso sud-est del nemico e a seguire i riferimenti trasmessi dal Suffolk, rimanendo a distanza. 

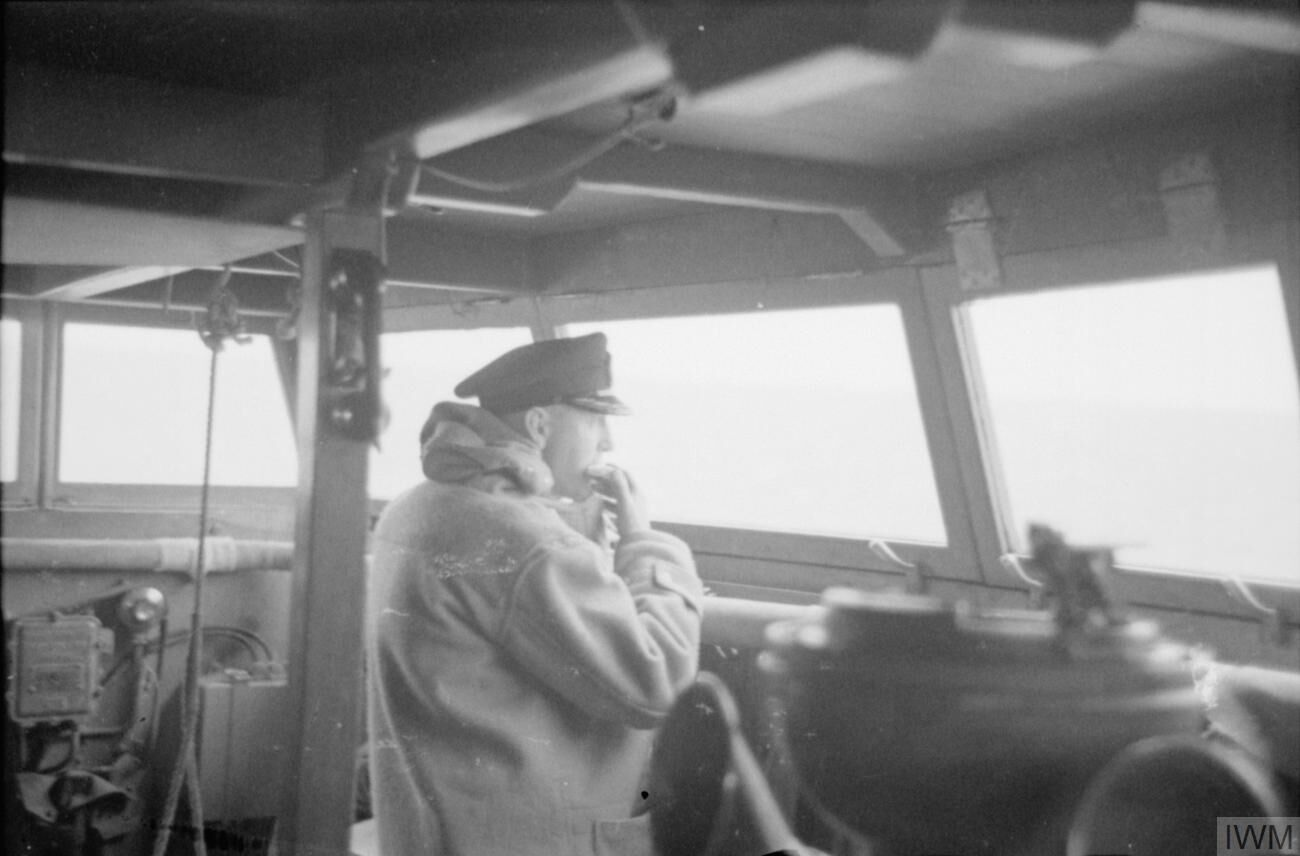
Il capitano di vascello Robert Meyric Ellis, comandante dell'incrociatore inglese HMS Suffolk

L'ammiraglio Lütjens resosi conto, già al momento dell'incontro col Suffolk, che i suoi movimenti erano seguiti da unità inglesi e, visto lo scemare dell'elemento sorpresa, si dovette domandare se fosse il caso di abbandonare l'operazione e di fare rientro in Germania ma decise in ogni caso di proseguire e, mentre la Hood e la Prince of Wales si trovavano ormai a circa 120 miglia dalle sue navi, alle ore 24:00 il contatto radar da parte del Suffolk, a causa di una tempesta di neve, fu perso e ne fu data immediata comunicazione alla squadra di Holland, il quale prese in considerazione la possibilità che le navi tedesche, ormai scoperte, potessero avere invertito la rotta, dirigendosi a nord con lo scopo di seminare i due incrociatori inglesi, ed inviò in quella direzione i suoi cacciatorpediniere..
Il Suffolk invece riprese il contatto grazie al suo radar, in una notte di piovaschi intermittenti e visibilità variabile, così che, al mattino del 24 maggio, con visibilità buona e tempo che schiariva, Holland portò le sue due navi da battaglia a intercettare i Tedeschi e li obbligò, caso quasi unico nella guerra, ad accettare una battaglia, in condizioni di netta inferiorità numerica, uno contro due, per l’impossibilità di sfuggire alle 4 navi britanniche.

### 24 maggio: l'affondamento delloHood

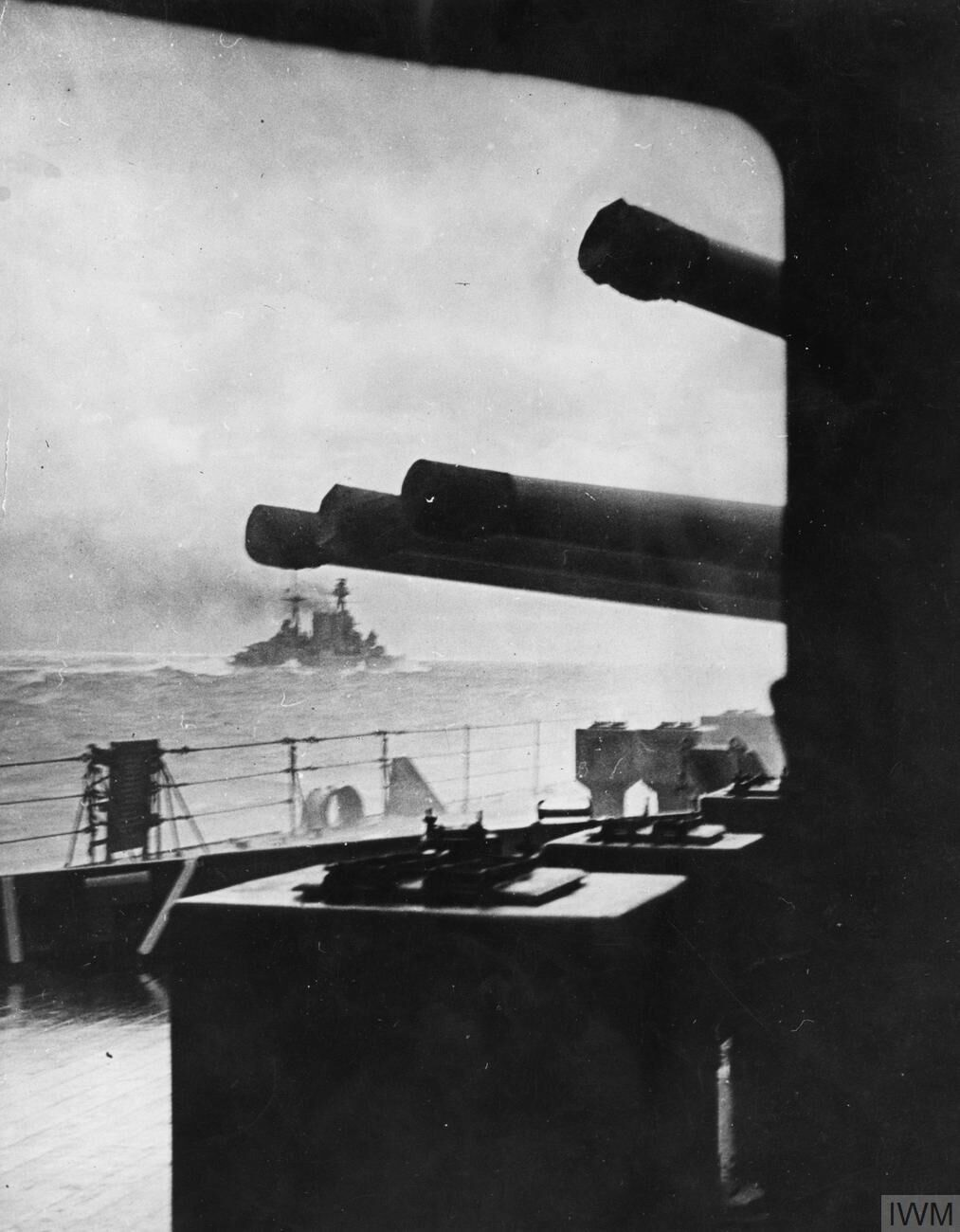
L'incrociatore da battaglia HMS Hood, fotografato poco prima della battaglia dalla corazzata HMS Prince of Wales. Nota - La Prince of Wales aveva torrette con cannoni da 356 mm quadruple; nella foto sembra che i cannoni siano solo 3 perché uno dei quattro cannoni si trovava in elevazione quando fu scattata la fotografia ed appare in alto nell'immagine.

Alle ore 00:16 del 24 maggio, sulle due navi da battaglia inglesi fu dato il comando actions stations, posto di combattimento, e, mentre i cacciatorpediniere di scorta avanzavano velocemente verso nord per allargare il raggio della ricerca, Holland chiese al capitano Leach, comandante della Prince of Wales, se vi era la possibilità di fare decollare il suo aereo anfibio Walrus, ricevendone tuttavia una risposta negativa, giudicando questi impossibile qualsiasi ricognizione in condizioni di così scarsa visibilità ma, come detto, alle ore 02:47, il Suffolk ritrovò il contatto radar e fu in grado di fornire informazioni sulla velocità e sulla rotta della squadra tedesca.
Alle ore 04:00 del 24 maggio Holland stimò che, in base alla rotta presunta della squadra tedesca, la Hood e la Prince of Wales l'avrebbero incrociata intorno alle 05:30 ed infatti, esattamente alle 05:35 del mattino, le sagome delle due navi tedesche apparvero ad una distanza di circa 17 miglia (32,4 km) ma, gli Inglesi commisero l'errore di dividere il tiro sulle due navi tedesche, anche a causa del fatto che il Prinz Eugen precedeva la Bismarck, senza che gli incrociatori inglesi avessero avvertito Holland di questo fatto. Un secondo errore, attribuito ingenerosamente a Holland, sarebbe stato quello per cui il viceammiraglio avrebbe mantenuto l'Hood (meno protetto) davanti alla Prince of Wales (assai meglio corazzata). Questo fatto, oltre ad essere implicito negli ordini da lui ricevuti di utilizzare l'Hood come nave ammiraglia, non ebbe alcun effetto, in quanto le norme di ingaggio tedesche prevedevano di aprire il fuoco sull'unità nemica che portava a bordo i cannoni di calibro maggiore (l'Hood per l'appunto, a prescindere dalla sua posizione nella linea di fila). Questa circostanza, unita al fatto che le navi inglesi serrarono a dritta per ridurre la distanza fecero sì che nelle prime cruciali fasi della battaglia le navi inglesi si trovarono nella sfavorevole posizione del "taglio della T" da parte delle navi avversarie, che potevano sparare con tutti i pezzi su navi che potevano sfruttare completamente solo le torri prodiere.
Infatti alle 05:37, Holland accostò decisamente a dritta verso il nemico sia per ridurre più rapidamente la distanza (a causa della nota debolezza dei ponti dell'Hood nei riguardi di colpi spioventi), che perché disponendo di 18 pezzi di grosso calibro contro 8 era tattica usuale della Royal Navy di serrare rapidamente le distanze; ma questo rendeva durante la manovra inutilizzabili le torri di poppa durante l’avvicinamento, come effettivamente avvenne. Quindi in questa fase cruciale della battaglia si ebbero solo 9 pezzi di grosso calibro contro gli 8 pezzi della Bismarck, a cui si dovevano aggiungere i 9 pezzi di medio calibro da 203 del Prinz Eugen (che come vedremo saranno determinanti nel mettere a segno il primo colpo sull'Hood.

Alle 05:52:30 l'Hood, che precedeva la Prince of Wales, aprì il fuoco sul Prinz Eugen con i suoi cannoni da 381 mm da circa 24 km, seguito dalla corazzata alle 05:53 con i suoi pezzi da 356 mm, entrambe le navi inglesi utilizzando le sole torri prodiere (4 cannoni da 380 mm dell'Hood e 6 da 356 della Prince of Wales). La Prince of Wales tuttavia sparò sulla Bismarck.  Lütjens attese le 05:55 per rispondere, da 21 km, con tutte le sue torri principali (8 cannoni da 380 mm della Bismarck e 8 da 203 mm del Prinz Eugen), dopo aver informato Berlino che lo scontro era inevitabile, mentre le distanze diminuivano velocemente.  Le navi tedesche concentrarono comunque il tiro sull'Hood. Dopo le 05:56, Holland ordinò un’accostata di 20° a sinistra per “aprire gli archi” di tiro delle sue torri e poter utilizzare tutta la sua potenza di fuoco. Alle 05:58, infatti, anche la torre quadrinata poppiera della Prince of Wales poté unirsi allo scontro. Appena prima (05:57:30) il Prinz Eugen aveva centrato l'Hood con una granata dirompente sul ponte delle imbarcazioni, provocando un incendio delle munizioni antiaeree stivate in coperta, che divampò fino all’ultimo.  

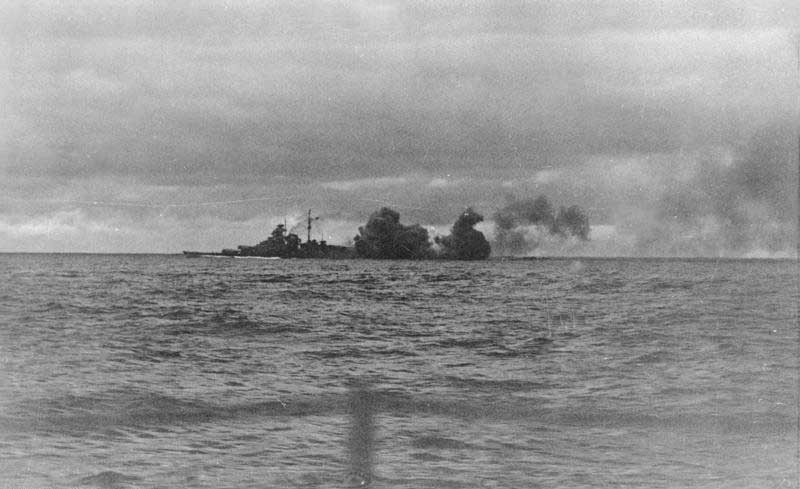
La corazzata tedesca Bismarck durante lo scontro con le unità inglesi

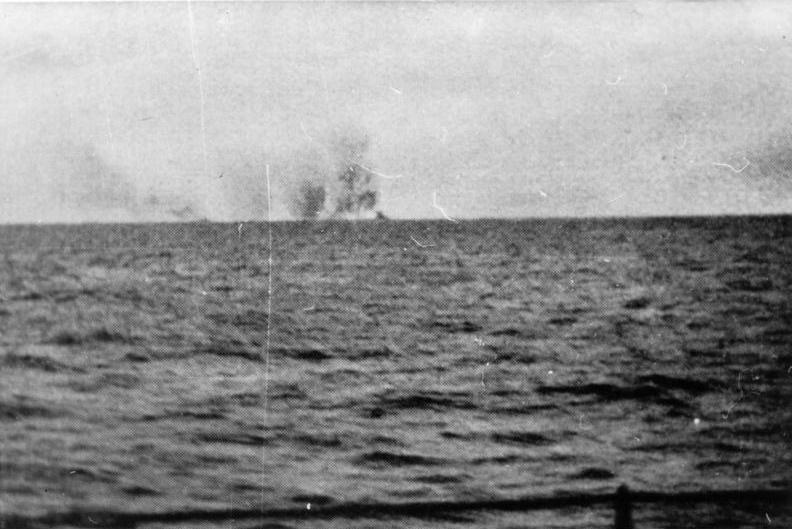
L'ultima immagine dell'incrociatore da battaglia HMS Hood, ripresa durante l'affondamento

Lütjens aveva intanto ordinato al suo incrociatore di spostare il tiro sulla Prince of Wales, fino ad allora indisturbata, che già alle 05:56:20 aveva colpito per la prima volta la Bismarck. La distanza, alle 06:00, si era ridotta a poco più di 15 km e, mentre Holland stava per far accostare di altri 20° a sinistra le sue navi, un proietto perforante della Bismarck penetrò la corazzatura dell'Hood in un punto mai stabilito con precisione, facendo deflagrare più di 110 tonnellate di polvere da lancio nei depositi munizioni poppieri, spezzando la nave in due e facendola affondare in meno di 3 minuti. Dei più di 1400 uomini dell’equipaggio, solo 3 si salvarono.
Il rapido affondamento dello Hood permise alle due navi tedesche di concentrare il fuoco sulla Prince of Wales, in quel momento distante solo 15 km, ed infatti, già alle 06:01, anch'essa fu colpita da proietti sparati da entrambe le unità tedesche e danneggiata seppur non gravemente. La corazzata inglese, che aveva già centrato la Bismarck 3 volte, fu infatti quasi immediatamente (intorno alle 06:01) colpita, proprio in plancia comando, da un proietto da 380 mm che passò da parte a parte il locale, senza esplodere, ma che causò perdite tra il personale. Il comandante J.C. Leach, rimasto illeso, decise di ritirarsi, con una violenta accostata in fuori, eseguita a partire dalle 06:01:30, sotto copertura copertura fumogena. L’ordine causò sia la fine dell’azione coordinata (l’ultima salva in controllo centrale fu sparata alle 06:02 da meno di 14 km, in quanto l'accostata non permise alla stazione direzione tiro di seguire il bersaglio), che il blocco delle “giostre” di caricamento della torre poppiera quadrupla verso le 06:03, con l’ultimo colpo sparato alle 06:04 (in controllo locale dalla stessa torre poppiera). Anche i tedeschi accostarono in fuori, intorno alle 06:03, per un falso “allarme siluri” rilevato dagli idrofoni (si trattava forse dei rumori di spaccamento dell'Hood che affondava) e persero la punteria, cessando il fuoco alle 06:09.
Il contrammiraglio Wake-Walker decise di non riprendere la battaglia, dando comunque ordine al Norfolk, al Suffolk  e (inizialmente) alla Prince of Wales, di mantenere il contatto, in attesa dell'arrivo della squadra di Tovey per continuare l'inseguimento e distruggere il nemico. La Prince of Wales, una volta a corto di carburante, fece rotta verso l'Islanda, il 25 maggio. 
La battaglia fu una brillante vittoria tedesca: essi, in 14 minuti di azione, si erano aperti la via in Atlantico, avevano polverizzato l'Hood e messo in fuga la Prince of Wales. La corazzata inglese ebbe 7 colpi a bordo (3 da 380 mm e 4 da 203 mm), ma danni che, pur causando 14 vittime, furono dallo stesso comandante giudicati a caldo come “superficiali”. La Bismarck incassò 3 colpi da 356 mm, due dei quali gravi, solo fortunosamente senza vittime (e con 5 feriti lievi), ebbe la sua velocità massima ridotta a 28 nodi e soffrì la grave perdita di molto combustibile: un colpo, proveniente dalla Prince of Wales, aveva colpito la prua provocando una falla da cui erano entrate circa 2000 tonnellate di acqua, provocando l'abbassamento della prua di circa tre gradi e la riduzione della velocità a 28 nodi, mentre un altro colpo aveva centrato la nave al di sotto della linea di galleggiamento, danneggiando alcuni serbatoi di carburante e le valvole di distribuzione che provocarono la perdita di 1000 tonnellate di nafta. Il “fragile” Prinz Eugen ne uscì fortunosamente illeso, dopo essere rimasto per otto minuti sotto il fuoco dell'Hood.
Lütjens era consapevole che la flotta inglese da quel momento sarebbe stata sulle sue tracce ed a questo problema si aggiungeva il fatto che, durante lo scontro, anche la Bismarck era stata danneggiata.  L'ammiraglio tedesco prese quindi la decisione di condurre la Bismarck verso il porto di Brest o di Saint-Nazaire per le necessarie riparazioni, lasciando libero il Prinz Eugen di proseguire la sua missione, con rotta in direzione dell'Atlantico centrale, alla ricerca di convogli alleati.

## Il destino dellaBismarck

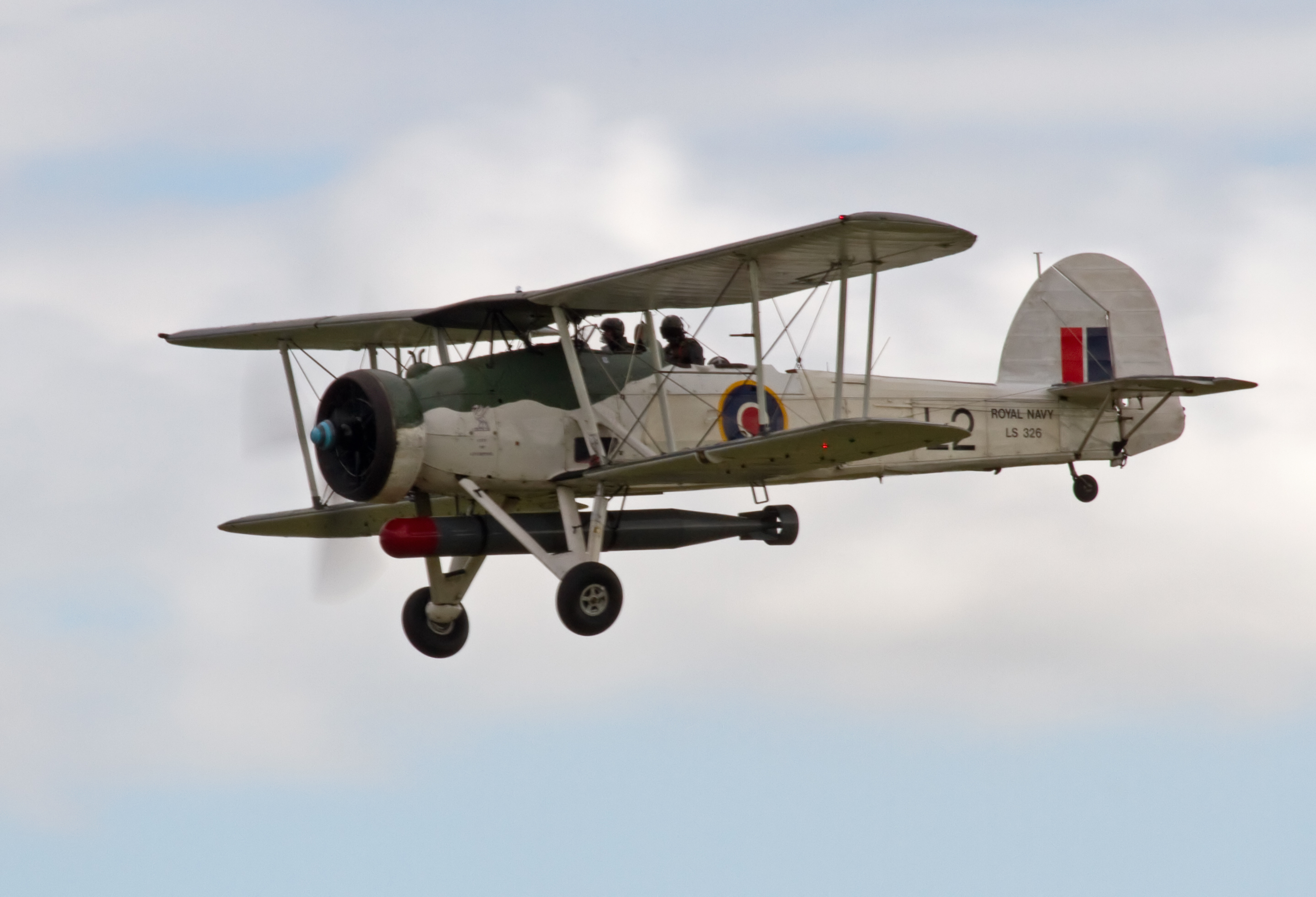
Un aerosilurante inglese Swordfish; questi aerei ebbero un ruolo fondamentale nell'affondamento della Bismarck

A seguito dello scontro avvenuto nello stretto di Danimarca l'ammiragliato inglese chiamò a raccolta tutte le forze disponibili per inseguire ed affondare la Bismarck: oltre al Norfolk ed il Suffolk, uniti alla squadra di Tovey, comprendente la corazzata King George V, la portaerei Illustrious e l'incrociatore da battaglia Repulse, si diresse verso nord la Forza H proveniente da Gibilterra quasi al completo, con una formazione imponente che comprendeva la portaerei Ark Royal, le corazzate Ramillies e Rodney, l'incrociatore da battaglia Renown, l'incrociatore Sheffield, integrata da 6 cacciatorpediniere di scorta. Il primo attacco verso la corazzata tedesca fu effettuato da 8 aerosiluranti Swordfish, provenienti dalla portaerei Victorious ed un siluro lanciato da uno di essi colpì la Bismarck senza tuttavia causare danni.

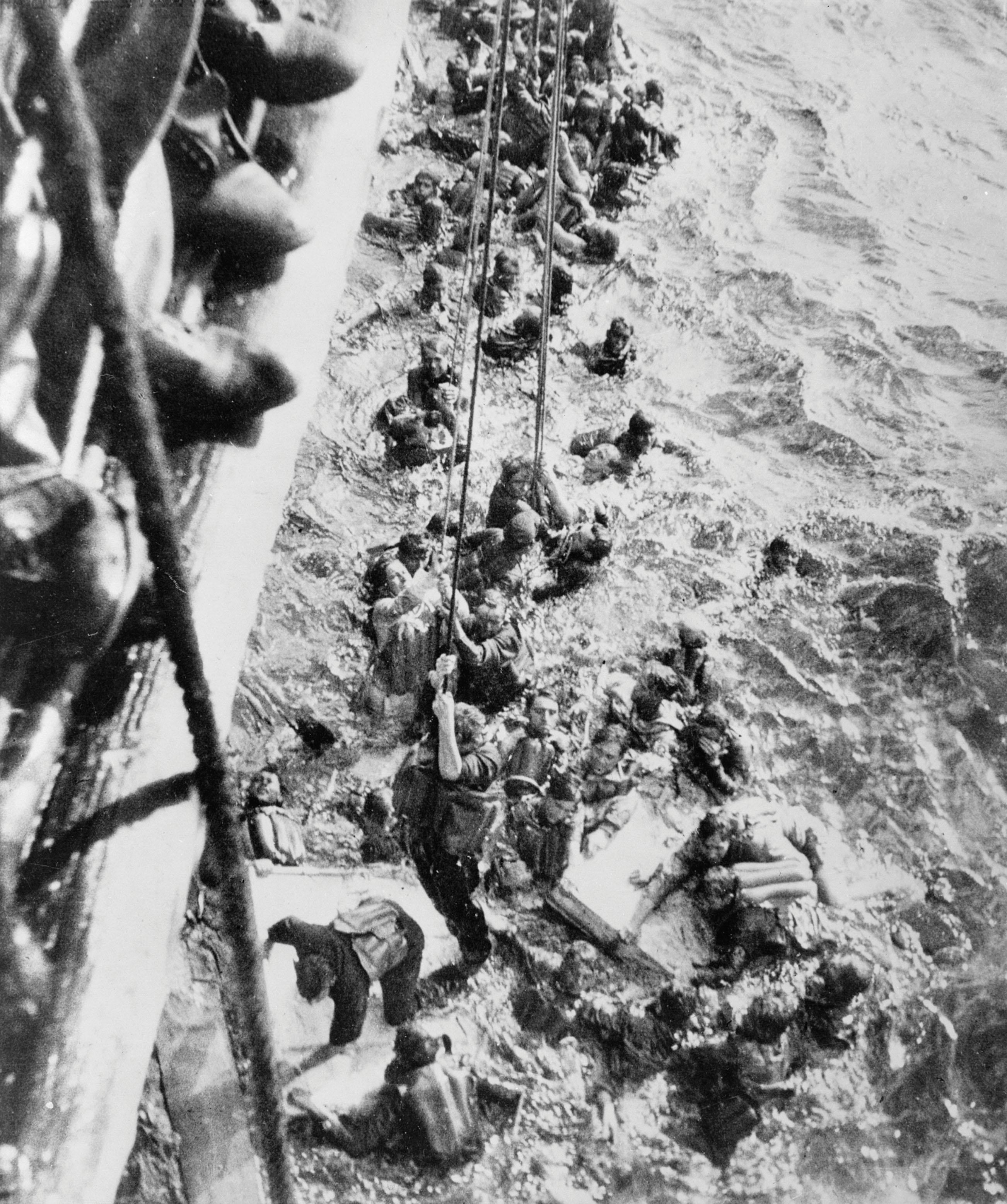
Superstiti della Bismark vengono tratti in salvo dall'incrociatore inglese HMS Dorsetshire

Alle ore 03:16 del 25 maggio il Suffolk perse il contatto con la nave tedesca e per tutta la giornata, nonostante le sortite degli Swordfish, decollati dalla Victorious alla sua ricerca, non fu possibile ristabilirlo fino alle 10:36 del 26 maggio, quando un idrovolante Catalina, decollato dalla base di Lough Erne, in Irlanda del Nord, avvistò la Bismarck, distante in quel momento circa 700 miglia da Brest e 130 dalla corazzata King George V, ed, alle 14:30, partì un secondo attacco di aerosiluranti, decollati dalla portaerei Ark Royal ma questi, a causa della scarsa visibilità, lanciarono i loro siluri contro lo Sheffield, scambiato per la Bismarck, che tuttavia riuscì ad evitare di essere colpito. Alle 19:00 fu lanciato un terzo attacco di aerosiluranti ed alle 19:50 la corazzata tedesca fu colpita in vari punti della murata senza subire danni ma un siluro colpì l'unico punto indifeso della nave ossia il timone, costringendola a ridurre notevolmente la velocità e rendendola non più manovrabile.
Alle ore 08:15 del 27 maggio il Norfolk trasmise l'esatta posizione della Bismarck alle corazzate Rodney e King George V nel frattempo sopraggiunte ed alle 08:47 entrambe le corazzate aprirono il fuoco, seguite poco dopo dal Norfolk e dall'incrociatore HMS Dorsetshire; la corazzata tedesca si difese ma la quantità di proietti che stava ricevendo ne ridusse progressivamente la capacità offensiva ed alle ore 10:00 essa cessò completamente il fuoco, continuando tuttavia a rimanere a galla, ed alle 10:15 il Dorsetshire ricevette l'ordine di accostarsi e di finire la nave con i suoi siluri; contemporaneamente a bordo della Bismarck i marinai tedeschi prepararono delle cariche esplosive per autoaffondare la nave ed alle 10:40 essa si rovesciò e affondò. Solo 110 marinai vennero salvati dal Dorsetshire e dal cacciatorpediniere HMS Maori in quanto, dopo che l'opera di soccorso era iniziata solo da un'ora, fu segnalata la presenza di un U-Boot e di una nave meteorologica tedesca, la Sachsenwald che indusse le unità inglesi ad allontanarsi e ad abbandonare i superstiti al loro destino. Nella battaglia e dopo l'affondamento della nave persero la vita 2091 marinai, tra cui il comandante di squadra Günther Lütjens ed il comandante della nave Ernst Lindemann, mentre il 1º giugno l'incrociatore pesante Prinz Eugen, sottrattosi alle ricerche inglesi, raggiunse il porto di Brest.

## Epilogo
Dopo l'operazione Rheinübung la Kriegsmarine non tentò più, data la pesante sconfitta subita in seguito alla perdita della Bismarck, di entrare nell'Oceano Atlantico con forze di superficie, e, nel febbraio del 1942 fu dato ordine di trasferire le forze presenti a Brest, la Scharnhorst, la Gneisenau e lo stesso Prinz Eugen, nel Mare del Nord e nel Mar Baltico, mentre la successiva entrata in linea della Tirpitz, che avrebbe operato principalmente nel Mare del Nord, costrinse la Royal Navy a tenere due squadre di incrociatori costantemente in mare per sorvegliare il Canale di Danimarca e lo spazio tra le isole Fær Øer e l'Islanda, al fine di bloccarne una eventuale sortita nell'Atlantico.